# كورتيس بينتر
كورتيس بينتر (بالإنجليزية: Curtis Painter)‏ هو لاعب كرة قدم أمريكية أمريكي، ولد في 24 يونيو 1985 في واتسكا في الولايات المتحدة.

## وصلات خارجية
- كورتيس بينتر على موقع مرجع كرة القدم المحترفة.كوم (الإنجليزية)